# 香港強制服役制度

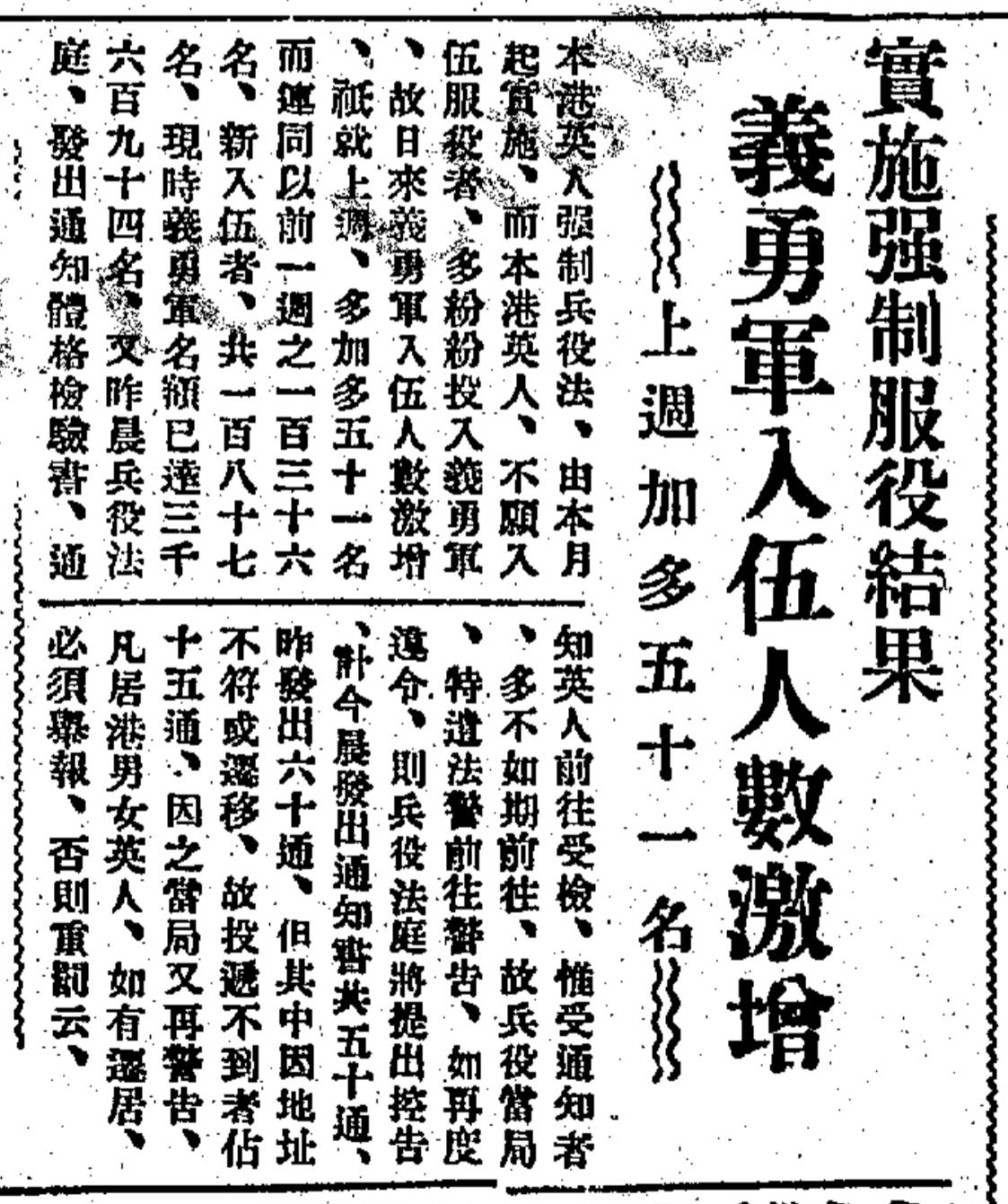
1939年8月6日《天光報》報導《1939年兵役條例》生效後，香港義勇防衛軍的參與人數有顯著增加

香港強制服役制度，又稱香港兵役制度，是香港通過法例徵召居民服務於軍隊或民防機關的制度。香港開埠至今曾經三次實施徵兵制或強制服役，皆在1841至1997年間的英屬香港時期因應時局而實施，在此期間相關的強制服役法例在坊間常被稱為《兵役條例》。香港的強制服役制度於1917年的第一次世界大戰期間首度執行，第二次於1939年第二次世界大戰即將爆發前實施，第三次在1951年的冷戰初期進行。在英屬香港時期的強制服役制度僅對具有英國國籍的香港居民施行，其中於1917年及1939年推行的徵兵制，只有適齡的英籍歐裔男性居民被徵召及主要在香港義勇軍服役，這兩次徵兵未有徵召華人參軍。1951年實施的《強制服役條例》，義務役人員除了可被發配到香港防衛軍，也可被編配到香港輔助警察隊或基要服務團中的後備民防部隊，1951年起的徵集人員有向香港的英籍華裔居民發出徵召令，當年的第一期服役人員徵集便有900位是華人，並且不再局限於男性市民，適齡的女性市民於1953年起亦被徵召，在完成受訓後被委任為特務警察，或在基要服務團的後備民防隊伍服役。香港的強制服役法例於1961年取消，此後到1997年香港主權移交至今，香港居民都不需被強制服役。

## 概要

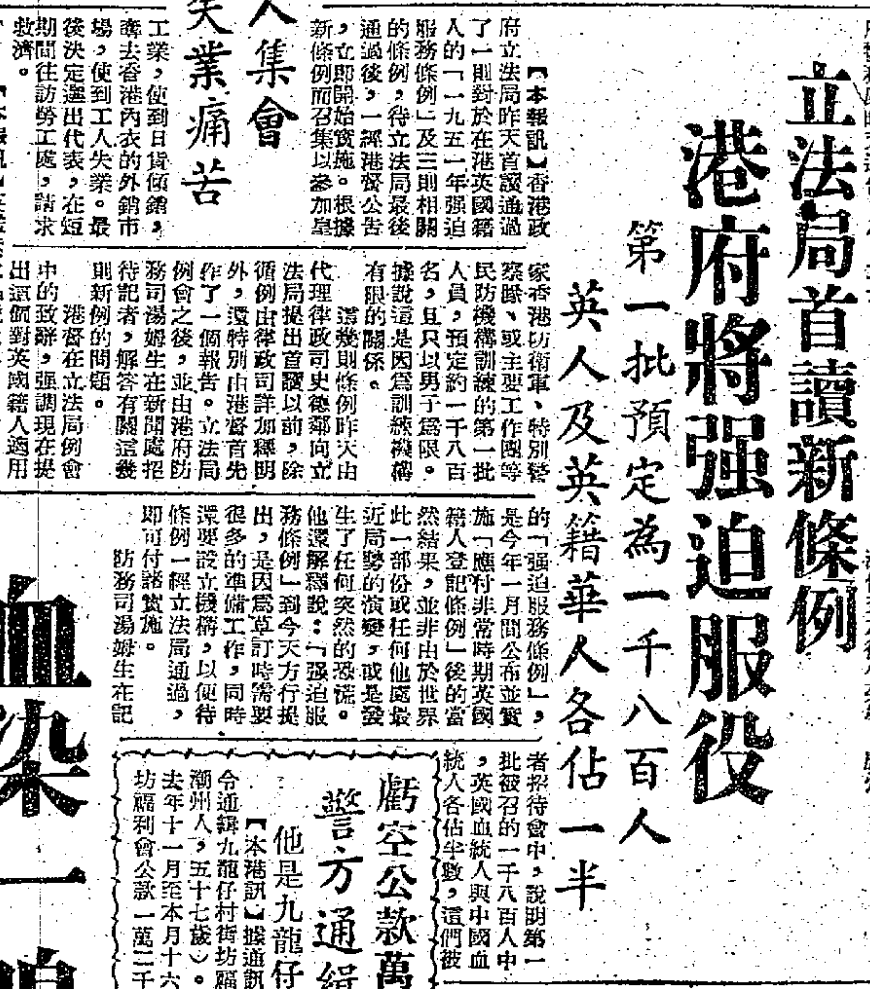
1951年8月23日《大公報》報導立法局於昨日首讀《強制服役條例》草案，港府將會在香港實施強制服役制度，第一批預定徵召1,800人，英國人及英籍華人各佔一半

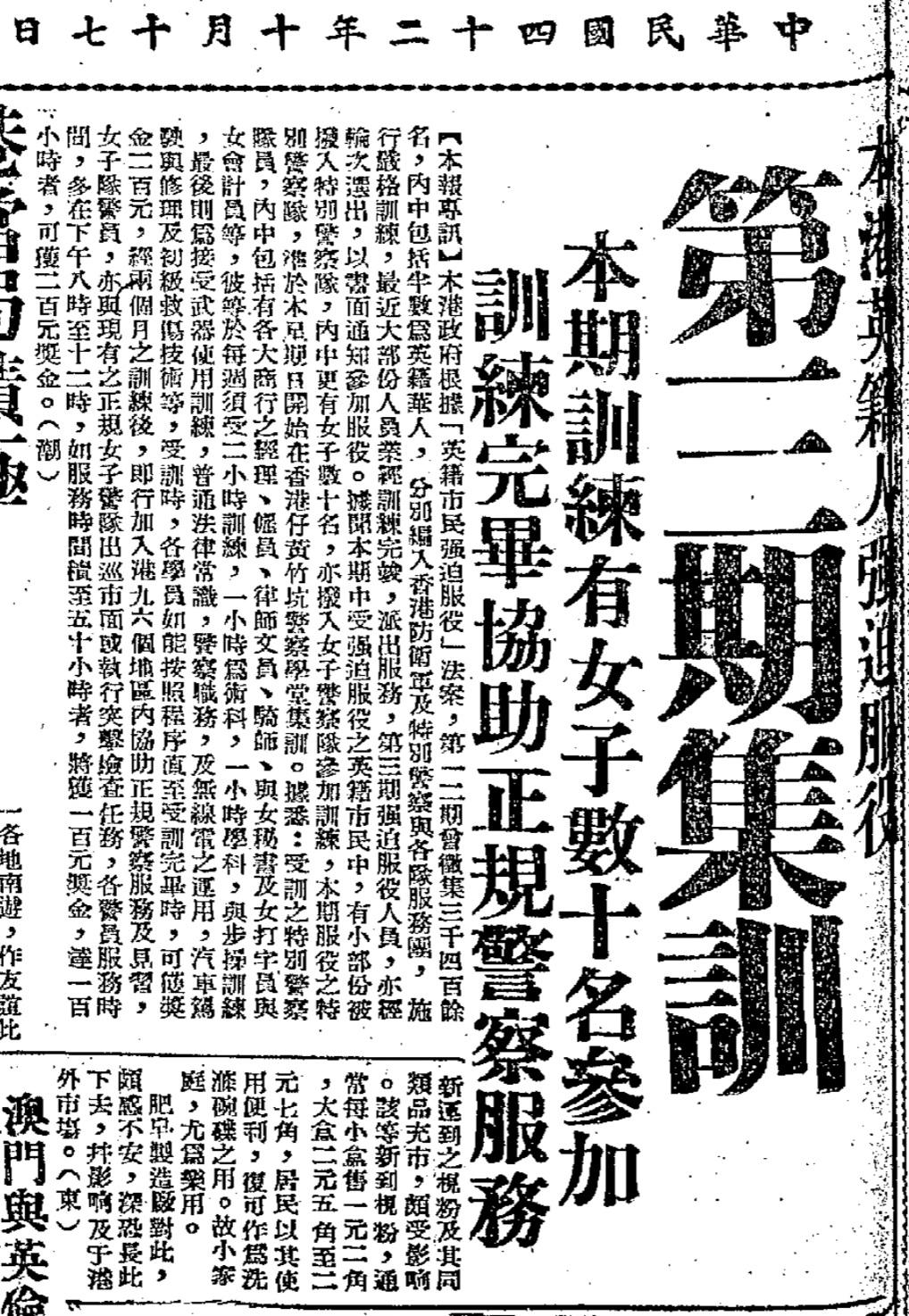
1953年10月17日《工商晚報》報導剛進行的第三期服役人員徵集，首次有女性香港市民被徵召服役，於警察訓練學校完成受訓後，將會被委任爲特務警察，協助正規警察執行職務

香港在1841年1月開埠後即有英國軍隊進駐，駐港英軍最初由英國歐裔白人組成，其後有招募自英屬印度的印裔軍人被派遣到香港。隨著香港的發展，來到香港居住的英國人逐漸增加，英軍開始在香港招募英國人參軍。1853年克里米亞戰爭爆發後，由於駐港皇家海軍需要離開香港參戰，香港防衛兵力減少，無暇兼顧活躍於大鵬灣、伶仃洋及南中國海一帶的海盜，是故香港政府召集香港志願人士組織一支軍隊，於1854年5月設立香港義勇軍，成為香港建立本地軍團的起始，在香港自願服役的募兵制亦由此而起，可是早年的香港未有招募本地華人加入作戰部隊，其時受聘於英軍的華人主要從事搬運、修築工事及雜務等工作，至1917年香港首次徵兵也僅要求英籍歐裔白人入伍，這次徵兵於1920年解除。1920年代，駐港英軍及香港義勇防衛軍開始招募華人居民成為正式軍人，兩者不同之處是駐港英軍徵募的是全職軍人，而香港義勇防衛軍則屬於香港本地的後備軍，所徵募的是兼職軍人。1939年由於國際局勢繃緊，世界大戰一觸即發，港府再次實施徵兵，強制英籍歐裔白人男性參軍，這次徵兵也沒有強迫華人參軍，不過港府為應對戰火不斷擴大的國際局勢，於同年成立防空署及組建多支後備民防部隊，並且呼籲香港各界居民積極響應自願參與，以備二戰的戰火一旦延燒到香港後對抗災及救援人力的需求，1941年12月日軍入侵香港，港府宣布動員後備軍及後備民防部隊應付戰爭狀態。1945年8月香港重光，不久國際局勢便因為美蘇對立而進入冷戰時期，韓戰爆發後，港府在1951年再次實施強制服役，這次徵召比過往兩次的納入範圍大，英籍華人及女性亦包括在內，於香港出生後領有香港出生證明書的適齡居民亦可被徵召。
香港三次對英籍居民實施強制服役，都不要求被徵集者於服役期內在軍隊中當全職軍人。由於早年在香港居住的英國人大多位居要職，尤其是在1917年及1939年啟動的兩次徵兵，雖然僅徵召英籍的歐裔男性居民，但其時居住在香港的歐裔男性居民，他們主要是從事商貿、法律、醫護、工程及基建的專業人士，或者在殖民地政府擔任中高級公務員，由於實施徵兵制度之餘亦要顧及維持社會經濟的運作，而且被徵召的英國人也普遍希望留在香港及在現有的職位繼續工作，所以大部分被徵召的人士都被編配到屬於香港本地後備軍的香港義勇軍中服役。被徵召入伍的人士於服役期內，需要在其服役的單位當值至最少的指定日數，其餘日子則可繼續從事其原有職業，港府亦訂立規章要求雇主配合強制服役制度的實施，對被徵召的僱員給予假期，並保障該名僱員可回到其原有的職位。1951年的強制服役雖擴大至英籍華人，但是同樣採取兼職模式，被徵召的居民會根據其體格、能力及興趣，可被派到皇家香港防衛軍當兼職軍人，也可被分派到香港輔助警察隊、後備消防隊、醫療輔助隊或民眾安全服務隊出任兼職的治安、救援或醫療人員。除了陸軍後備軍，在1939年及1951年實施的強制服役，被徵召者也可被分派到屬於海軍後備軍的香港皇家海軍志願後備隊及後來的香港皇家海軍後備隊。
香港先後於1917年、1939年及1951年啟動強制服役，前兩次因大戰結束而中止徵兵，但其後都因為時局變化而重啟強制服役，至1961年因為英國已停止強制徵召入伍、香港本地社會及經濟等原因，港府正式終止強制服役制度，此後至1997年在香港的軍事部隊只維持自願參與的招募制度，英籍香港居民至1980年代可投考英軍在香港軍事服務團服役，至1993年可投考屬於本地後備軍的皇家香港軍團及皇家香港輔助空軍。至於屬於非軍事單位的香港輔助警察隊、醫療輔助隊及民眾安全服務隊等治安、醫療及安防輔助隊伍，則香港永久性居民不論是否具有英籍都可申請加入。隨著1997年香港主權移交臨近，由於殖民地的軍事部隊不會在1997年香港特區成立後繼續運作，因此駐港英軍及港府停止在香港招募全職及兼職軍人，駐港英軍在1980年代後期停止招聘香港居民入伍，皇家香港軍團則於1993年招募最後一批兼職軍人，皇家香港軍團及香港軍事服務團分別於1995年及1997年解散，而皇家香港輔助空軍則於1993年改組為全職及非軍事的香港政府飛行服務隊。1997年7月香港特別行政區成立後，基於《基本法》、《駐軍法》及一國兩制，《中華人民共和國兵役法》不在香港特區實施，故此香港沒有徵兵制，也沒有自願服役的募兵制。如從英屬香港時期開始計算，香港的徵兵制及募兵制分別於1961年及1994年已經結束。

## 歷次強制服役

### 1917年一戰時期

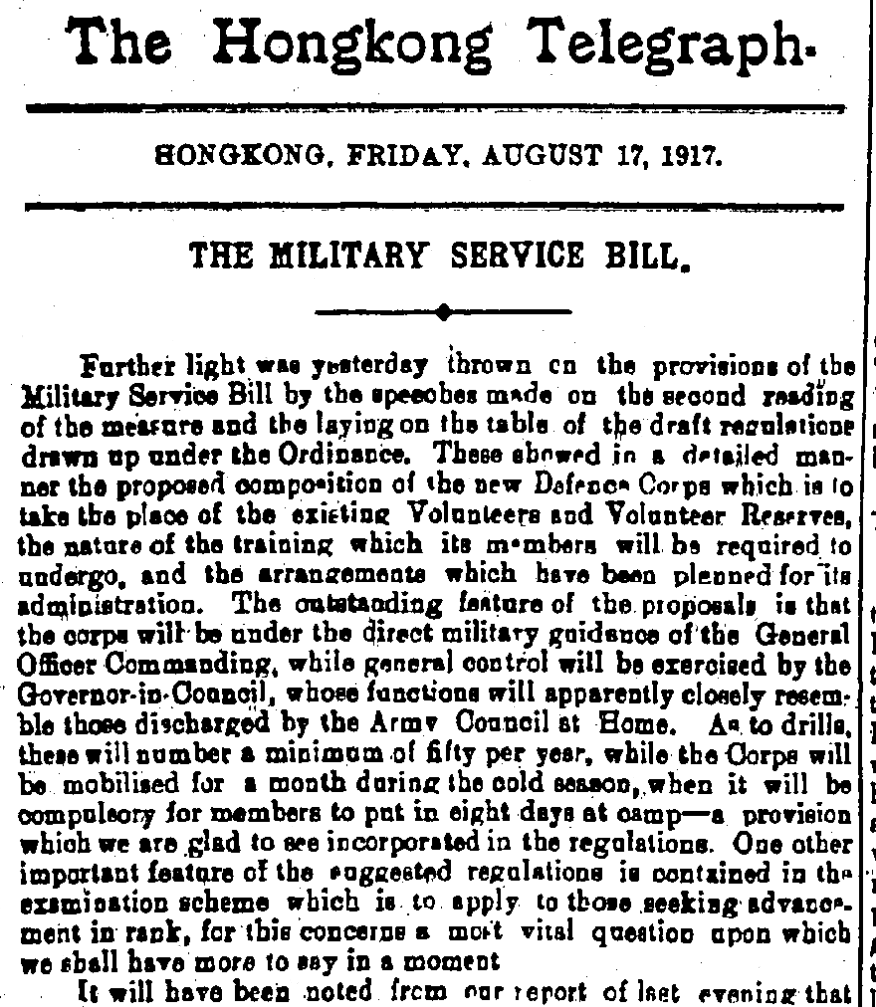
1917年8月17日《士蔑報》報導立法局昨日二讀在香港徵兵的《兵役條例》

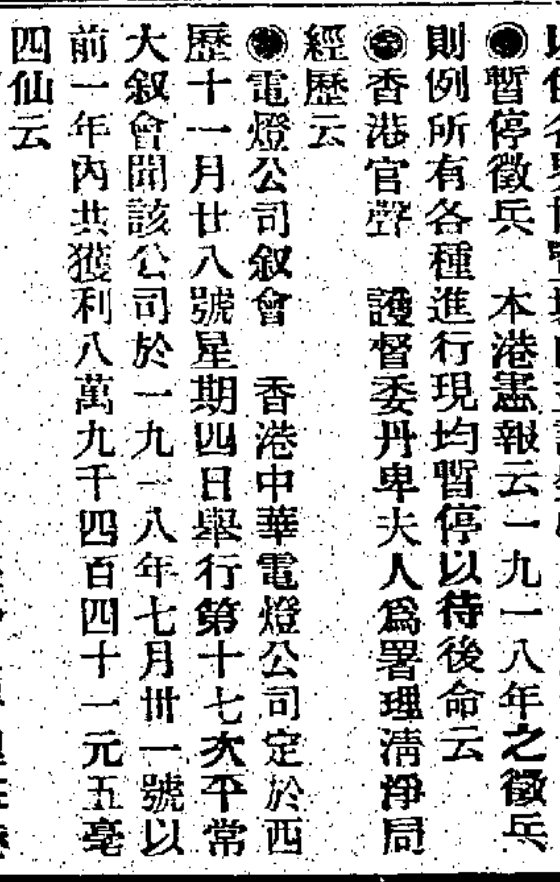
1918年11月25日《華字日報》報導港府刊登憲報公布《1918年徵兵則例》，暫停徵兵至另行通告

自開埠起駐港英軍便成為防守香港的正規軍，1853年至1856年間的克里米亞戰爭一度促使英軍被大量抽調離開香港，並促成香港政府在1854年成立香港義勇軍（Hong Kong Volunteers）作為本地後備軍事部隊，以維持基本防務。1914年第一次世界大戰爆發，駐港英軍被大量抽調到歐陸地區參戰，香港的防務漸漸變得脆弱，而在開戰初期，德國海軍的東亞分艦隊是香港最大的外來軍事威脅。於1878年由香港義勇軍改組成為香港常設後備軍的香港炮兵來福槍義勇軍（Hong Kong Artillery and Rifle Volunteer Corps），在此期間成為香港倚重的防衛力量，這支義勇軍的成員必須時刻準備，穿上制服，帶備步槍、彈藥及隨身裝備，防守九龍群山的要地及美利軍營，隨時準備迎戰。因為守備兵力不足，港府遂呼籲英籍居民積極參加義勇軍，可是並未得到居港英國人的積極響應，至1915年初只有47名英國人自願服役。英國在一次大戰爆發之初未有實施徵兵制，仍是通過抽調英國本土及駐紮英國屬土的英軍部隊到法國等戰區參戰，然而在一次大戰中最主要的歐陸戰場於1915年進入僵持階段並演變為壕溝戰，持續消耗英軍大量人力物力，自願服役無法滿足人力需求，是故英國政府在1916年1月實施徵兵制，強制英國適齡男性公民參軍，不過沒有規定英國殖民地也需要跟進實施徵兵制支援英軍。因爲從英國來到香港居住的英國人大多在政府或洋行位居要職或屬於專業人士，所以港府最初對於強制居民服役仍是採取審慎的觀望態度，沒有立即跟進實施徵兵制。1916年在歐陸的英法聯軍成功抵禦德軍的攻勢後，開始對德軍發動大規模反攻，雖在連場激戰中收復小量失地，卻有數十萬人傷亡。由於戰事顯然不會在可預期的日子結束，而已被抽調到歐洲參戰的英軍部隊也不可能在協約國取勝前回防香港。港府因此積極考慮強制英籍居民服役，以期充實香港的防務。
1917年，港府將香港炮兵來福槍義勇軍改組爲香港防衛軍團（Hong Kong Defence Corps），並於同年通過《1917年兵役條例》（Military Service Ordinance, 1917）在香港實施徵兵制，規定在香港居住的18至55歲英籍男性居民必須服役，除了維持香港防務，也可讓英國軍方抽調更多駐港英軍到其他地區參與戰事。不過基於維持香港社會經濟正常的需要及考慮到社會上對實施強制服役的不同意見，根據《兵役條例》在香港被徵召入伍的居民，只需參加香港防衛軍團在香港境內服役，不會被調派到其他地區參戰，也沒有徵召具有英籍的華裔居民入伍。在兵役規定下，年屆18至44歲及體格適合的英籍歐裔男性居民，每人每月在香港防衛軍團最少服役8日，每年接受50次檢閱，並參加射擊訓練；年屆45至50歲者的服役日數及接受檢閱的次數減半；51歲至55歲者則參加基本訓練。當年的英文報紙經常有軍部刊登的告示，提醒英籍男性市民履行義務，在指定的時間和地點參加義勇軍檢閱，家屬亦可到場在旁觀看檢閱的過程。香港防衛軍團主要由徵召入伍的義務役士兵組成，軍團設有1個步兵營、1個炮兵連部署於海防炮台及1個工兵連負責操作探射燈。1918年11月11日德國簽署《康邊停戰協定》，標誌著第一次世界大戰結束，港府隨後於同月刊登憲報暫停徵兵。香港在一戰中未有受到軍事入侵，港府在局勢穩定後，於1920年結束由1917年起實施的強制服役制度及修訂《義勇軍條例》，恢復自願性服役，香港防衛軍團亦改組為香港義勇防衛軍（Hong Kong Volunteer Defence Corps），並繼續擔當後備軍的角色。

### 1939年二戰時期

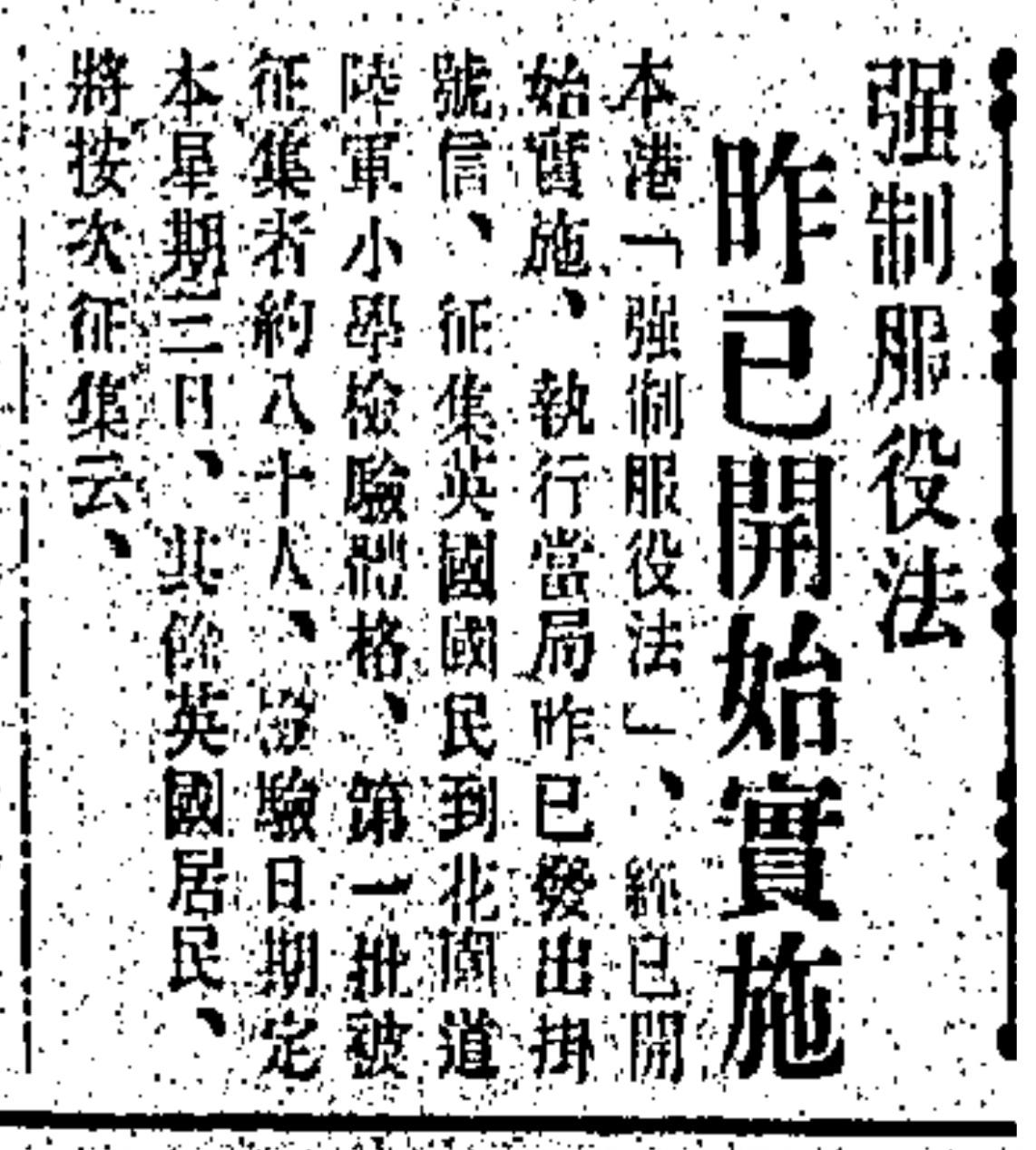
1939年8月1日《華字日報》報導《強制服役法》昨日開始實施，當局已經向被徵集的英國國民發出掛號信，首批80人，需要於本周依時在花園道的陸軍小學檢驗體格，當局將會繼續分批徵集需要服役的居民

1939年7月，此時納粹德國已經吞併捷克斯洛伐克，又與意大利王國締結《鋼鐵條約》牽制英國，可預期德國繼續軍事擴張，面對歐戰隨時爆發，英國於1939年5月已開始局部推行徵兵制。位於遠東的香港，在1938年10月日軍佔領廣州後，日軍與駐港英軍在香港邊境處於對峙狀態，自此香港進入非常時期。1939年7月，港府決定重啟強制服役制度，立法局於7月27日通過《1939年兵役條例》（Military Service Ordinance, 1939），成為英國本土以外，首個因應二次大戰而實施徵兵制的英國屬土。立法局非官守議員羅文錦表示香港華人對港府在關鍵時刻的徵召入伍從來義不容辭，繼而希望港府確保防衛軍中不同的族裔都得到平等的待遇，可是這次徵兵的對象仍是在香港生活的歐裔男性居民，未有包括廣大華人，不過英籍華人居民可自願應徵加入駐港英軍、香港義勇防衛軍或香港華人軍團，港府亦呼籲香港市民踴躍參加防空署轄下的各支民防部隊。
港府於1939年8月開始執行強制服役，年屆18至55歲的歐裔男性英國公民在香港需要參軍，港府向被徵召人士的住址寄出掛號信，通知依期前往位於中環花園道的陸軍小學檢驗體格。由於大部分居於香港的英國公民都不願加入英國正規軍當全職軍人，所以年屆18至41歲且體格良好的被徵召人士，大部分都選擇在香港本地的後備部隊服役，亦即屬於香港後備陸軍的香港義勇防衛軍（Hong Kong Volunteer Defence Corps）及屬於香港後備海軍的香港皇家海軍志願後備隊（Hong Kong Royal Naval Volunteer Reserve）。港府叮囑被徵召人士必須如期前往報到及驗身，如不依期出席，將特遣法警警告，再不出席者將由兵役法庭發出傳票控告，港府又警告在香港居住的英國男女居民，如需遷居，必須通報當局，否則可被處罰。當局在輔政司署設立英國國民強制服役上訴委員會，專門處理對被徵召服役有異議而提出的上訴。
在強制服役規定下，服役於香港義勇防衛軍的人數有顯著的增加，1939年8月初對比7月中旬，服役人數在兩週間增加187人，共有3,694人在香港義勇防衛軍服役。雖然在二戰爆發後有部分英國居民因不同的原因而離開香港，但在強制服役的徵兵制與志願服役的募兵制並行下，至1941年香港義勇防衛軍成為設有7個步兵連及5個炮兵連的營級陸軍部隊，再加上不同的輔助部隊及由超越兵役年齡人士自願組成的曉士兵團，合共約2,000人。二戰的戰火最終蔓延到香港，日本在1941年12月8日發動太平洋戰爭的當日清晨入侵香港，防衛軍有不少兵員在香港保衛戰中陣亡，同年12月26日進入長達3年零8個月的香港日佔時期，防衛軍死傷超過300人。

### 1951年冷戰時期

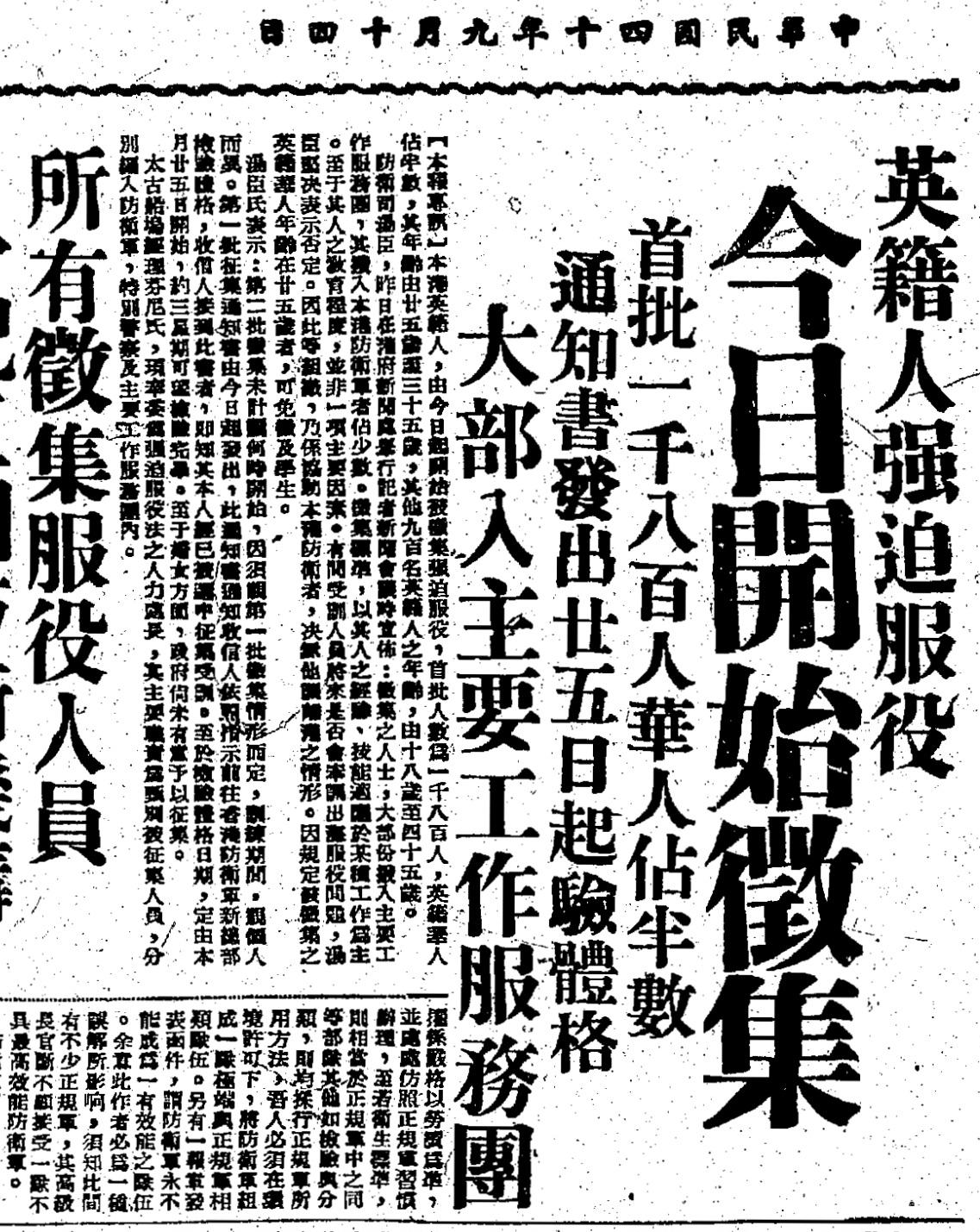
1951年9月14日《工商日報》報導英籍居民強制服役，今日開始徵集，首批徵集1,800人，華人佔當中人數的一半，徵集通知書已經寄出，9月25日起開始進行體格檢查

1945年8月15日，日本接受《波茨坦公告》，標誌著二戰的終結，8月30日香港重光，可是二戰結束不久世界便邁入冷戰時期，隨著以美國為首的西方國家與蘇聯為首的共產陣營處於對立，歐洲發生柏林危機，而遠東地區則因為日本戰敗後出現權力真空，亞洲多處再次陷入戰火，並在1950年爆發韓戰。因應付二戰而實施的強制服役制度，並未隨著二戰結束而終結。英國在1947至1961年間實施國民服役（National Service），年屆18至24歲的英國男性公民需要服兵役不少於18個月，後來延長至24個月，期間合共徵召達2百萬人。面對亞洲處於烽火四起的時局，港府在1949年將戰前的香港義勇防衛軍重組爲香港防衛軍（Hong Kong Defence Force），再次招募預備役軍人，繼而於1950年頒布《特務警察條例》以備擴充輔助警察，港府又通過《基要服務團條例》及參考在二戰時期由前防空署組建後備民防隊伍的經驗，於1950年至1952年間重建後備消防隊，成立醫療輔助隊及民眾安全服務隊。
港府於1951年再次重啟強制服役制度，經立法局審議後，於1951年9月7日頒佈香港法例第246章《強制服役條例》（Cap. 246 Compulsory Service Ordinance），年屆16至60歲的英國及英聯邦在香港居民均在徵召範圍。皇家香港防衛軍的徵召令，英籍居民需要服役至45歲。至於香港輔助警察隊及基要服務團的徵召令，則適用於60歲以下的男性居民及50歲以下的女性居民。這次強制服役的執行與1917年及1939年的徵兵令主要對英籍歐裔居民實施及集中在防衛軍服役不同，1951年9月實施的強制服役制度，徵召對象包括普羅英籍華人居民，在香港出生及領有香港出生證明書並年齡符合者，亦可被發出徵集通知書，同年9月進行第一期服役人員徵集，徵召人數為1,800人，年齡介乎25至35歲的男性，當中有半數是華人居民，被徵集的市民需要依時報到及接受體檢。
1951年的徵召令不限於在香港防衛軍服役，也可被分配到輔助警察隊、後備消防隊、醫療輔助隊或民眾安全服務隊服役。港府依據《強制服役條例》委任太古船塢經理芬尼（John Finnie）爲人力調配處處長，負責統籌徵集服役人員及分配所屬服務團隊的事宜。芬尼稱分配服役人員的首要考慮是防衛軍、輔助警察隊及各基要服務團隊所需要的最低人數，然後根據被徵召人士的體格、能力及工作經驗，並查詢其個人需要及興趣再作決定，故此分派人員的工作絕非一個簡單的抽籤程序，而是根據每位被徵召人士提交的報表，逐一檢查及配對，務求各人所獲分派的工作是符合團隊的利益，又滿足個人的需要。芬尼於1955年1月退休卸任，同年2月港府任命會計師羅納接任人力調配處處長。除了人力調配處，港府又設立人力動員上訴法庭處理申訴，接獲徵召令的市民如認為自己有理由不用服役，可提出上訴，申請訟裁。
由於1951年正值韓戰時期，為免社會因實施強制服役制度進而產生香港要派兵參戰的憂慮，港府表示因徵召令而被分派到香港防衛軍入伍的人士，只會留在香港以後備軍的模式服役，又強調在香港防衛軍服役的人士是不會隨英軍部隊被派遣到海外或在朝鮮半島參加韓戰。1953年的第三期服役人員徵集，當局首次向擁有英籍的香港女性市民發出徵集通知書，當年10月有數十名被徵召服役的女子，在黃竹坑警察訓練學校接受警察訓練，於完成受訓後會被委任爲特務警察女警員，協助正規警察執行職務。

## 取消強制服役

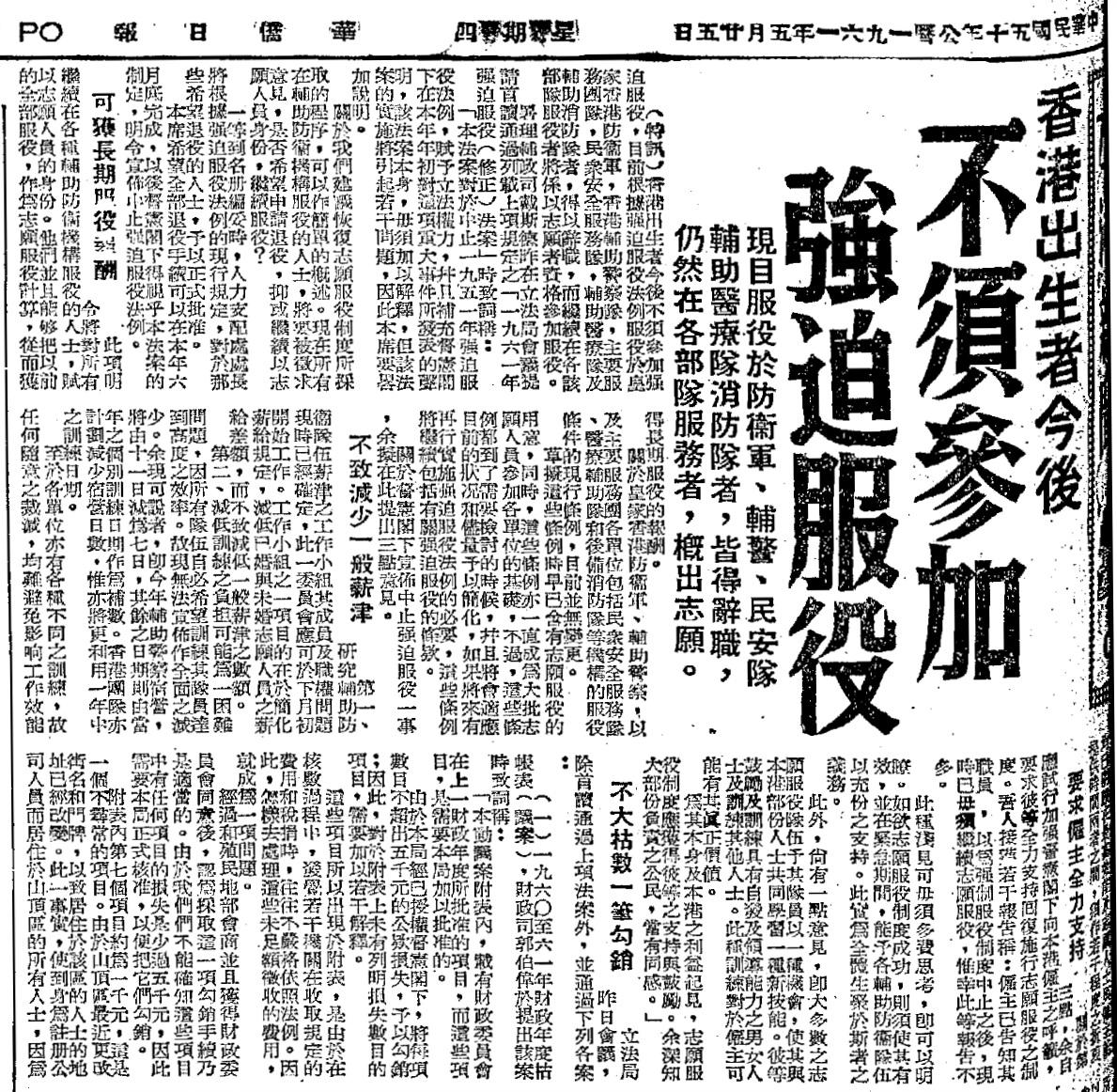
1961年5月25日《華僑日報》報導，於香港出生者今後不須被強迫服役，現時在皇家香港防衛軍、香港輔助警察隊、民安隊、醫療輔助隊及後備消防隊的服役者，皆得辭退，仍留在防衛軍及各部隊的服務者，都出於自願

1951年9月起實施的強制服役制度是三次徵募中維持時間最長的，作為長期執行的防務措施，即使韓戰告一段落也沒有被廢止，期間當局每年都會分批向可能符合服役資格的市民寄出徵集通知書，直至1961年3月，香港總督柏立基在立法局宣布將會廢止第246章《強制服役條例》，停止徵集英籍市民強制服役。雖然港督宣布不再發出新的徵召令，但因為需要經立法局廢止《強制服役條例》，在法例失效前，已經通過體檢及被分派到皇家香港防衛軍或各基要服務團服役的市民，仍然要依照相關部門的規定繼續履行公務，直至另行通知。港督柏立基宣布取消強制服役的同時又提出警告，表示香港結束強制服役後，市民應積極參加防衛軍及各基要服務團，避免人手短缺，若然防衛軍及各基要服務團在取消強制服役後未能招募到足夠的人員，維持所需的服務，不排除日後需要局部恢復強制服役機制。對於港府在1961年宣布取消強制服役，英國當時已取消強制徵召被認爲是其中一個原因，英國在1950年代後期開始規劃撤銷自1947年起推行的國民服役制度，英軍已於1960年12月停止徵召義務役人員入伍，而英國的做法又會影響到港府的政策。另有稱港府當時面對財政赤字，因此希望削減維持強制服役的開支。立法局在討論取消強制服役時，亦有議員認為通過強制服役來增加人手，容易導致相關部門出現冗員，故此認同取消強制服役的做法。香港社會對於港府即將取消徵召市民服役普遍持正面的態度，報章更形容是英籍市民的喜訊。1961年5月立法局通過修訂《強制服役條例》，自1951年9月生效的《強制服役條例》在1961年6月正式廢止，因為徵召令而在皇家香港防衛軍、輔助警察隊、後備消防隊、醫療輔助隊及民眾安全服務隊服役的市民，隨後接獲解任通知，因強制服役令已被撤銷，需要全數離職，如有意繼續服務於相關部門，可申請轉任為志願人員，以落實取消強制服役的政策，此後服務於防衛軍、輔警及各基要服務團的人員皆為市民自願參加。

## 後續情況
香港自《強制服役條例》在1961年撤銷後，至今再沒有強制居民服役。1997年7月1日香港主權移交及香港特別行政區成立後，《基本法》規定香港的防務由中國中央政府負責，《駐軍法》規定香港的駐軍由中央政府派遣，因此香港沒有再設立本地軍隊，《中華人民共和國兵役法》基於一國兩制不在香港實施，中國人民解放軍不在香港特區招募兵員，故此徵兵制和募兵制都沒有在香港被重啟。另一方面，《1939年兵役條例》在1939年7月通過成為法律後，當年8月至1941年12月被徵召參加香港義勇防衛軍或香港皇家海軍志願後備隊的市民，大部分都經歷了第二次世界大戰，當中有不少被徵召入伍的市民在香港保衛戰中陣亡或殘障，港府因此在1945年香港重光後訂立第202章《陸軍義勇軍及海軍義勇軍恩恤金條例》，為被徵召參戰而死亡的軍人遺孀提供恩恤金及向殘障的兵員發放終身津貼，根據2022年立法會討論增加義勇軍恩恤金2.4%的資料，在2022年尚有兩位於二戰時期入伍服役的市民或其遺屬符合資格申領義勇軍恩恤金或津貼。

## 外部連結
- 维基共享资源上的相關多媒體資源：香港強制服役制度